# アルメ
アルメ（伊: Almè  ( 音声ファイル)）は、イタリア共和国ロンバルディア州ベルガモ県にある、人口約5,500人の基礎自治体（コムーネ）。

## 地理

### 位置・広がり
ベルガモ県中部のコムーネ。県都ベルガモから北西へ7km、州都ミラノから北東へ45kmの距離にある。

#### 隣接コムーネ
隣接するコムーネは以下の通り。
- アルメンノ・サン・バルトロメーオ
- アルメンノ・サン・サルヴァトーレ
- パラディーナ
- ソリーゾレ
- ヴィッラ・ダルメ

### 地震分類
イタリアの地震リスク階級 (it) では、3 に分類される
。